# 天安礼定
天安礼定（てんあんれいてい）は、西夏の恵宗の治世で用いられた元号。1086年。

## 西暦・干支との対照表
| 天安礼定 | 元年   |
| 西暦     | 1086年 |
| 干支     | 丙寅   |